# Gál Ferenc (labdarúgó)
Gál Ferenc (Budapest, 1934. február 4. –) labdarúgó, hátvéd.

## Pályafutása
1954 és 1961 között az MTK labdarúgója volt. Az élvonalban 1955. január 9-én mutatkozott be a Bp. Honvéd ellen, ahol csapata 9–7-es vereséget szenvedett. Összesen 30 élvonalbeli bajnoki mérkőzésen szerepelt. Nem tartozott az állandó csapattagok közé, de így is egy bajnoki arany-, három ezüst- és egy bronzérem megszerzésének volt a részese.

## Sikerei, díjai
- Magyar bajnokság
  - bajnok: 1957–58
  - 2.: 1954, 1957-tavasz, 1958–59
  - 3.: 1960–61